# Krokodili
Krokodili (lat. Crocodilia; sinonim: Crocodylia) su red tropskih grabežljivaca. Uz ptice, to su jedini do danas preživjeli "potomci" velike grupe gmazova, Archosaura. Prema tome, njihovi i danas živući najbliži srodnici su ptice. Njihovo je srodstvo dokazivo cijelim nizom osobina, ali prije svega građom sistema krvotoka. Zbog koštanog oklopa, krokodile nazivaju i oklopljenim gušterima.
Svi danas živući krokodili žive u rijekama i jezerima tropa i suptropskoh područja, jedino Crocodylus porosus može živjeti i u moru, a često se pojavljuje uz obale različitih otoka. Kao prilagodbu životnom okolišu, ove životinje jako dobro plivaju i prikrivaju se u vodi tako, da miruju uronjeni u vodu pri čemu iz vode izviruju jedino oči i nosnice. Poznatije vrste su nilski krokodil, gangeski gavijal, misisipski aligator, obični kajman.

## Osobine
Građa tijela kao i fiziologija današnjih krokodila je izrazito prilagođena životu u vodi. Tu spada vodoravno spljošteno tijelo s uglavnom isto spljoštenom gubicom, dok im je rep spljošten postrano, a krokodili ga koriste uglavnom kao kormilo. Ovisno o vrsti, tijelo im može biti dugo od 1,20 pa do 7 m, a nađeni su fosili dugi i do 12 metara. Krokodili rastu cijelog života.

### Glava
Lubanja im je izdužena, a oči su tijekom evolucije pomaknute visoko prema vrhu lubanje. Na očima imaju tri kapka, gornji, donji i migavicu. Nosnice, smještene na vrhu gubice povezane su sistemom kanala s dušnikom, tako da mogu disati i punih ustiju, a kad su pod vodom, mogu ih, kao i ušni otvor, hermetički zatvoriti. Većina krokodila ima relativno široku gubicu koja omogućuje raznovrsnu prehranu. Jedina iznimka su gavijali koji se hrane pretežno ribama i imaju izrazito usku i izduženu gubicu.
Lubanja krokodila je kompaktna. Njen jedini pokretni dio je donja čeljust. Na gornjoj strani gubice i stražnjem dijelu glave su kosti lubanje sraštene s kožom koja je neposredno iznad njih, između kože i kostiju tvori se vapnenasti sloj, "Crusta calcarea".
Čunjasti zubi imaju samo jedan vrh i tekodontni su, smješteni su u udubljenjima gornje i donje čeljusti. Ovisno o vrsti, broj, oblik i dužina zubi variraju. Kad imaju zatvorenu gubicu, kod aligatora su zubi donje čeljusti smješteni unutar reda zubiju gornje čeljusti, dok kod pravih krokodila četvrti zub donje čeljusti ulazi u udubljenje u gornjoj čeljusti i izvana je vidljiv. Krokodili redovno mijenjaju zube, pri čemu se "zamjenski zubi" razvijaju u šupljinama "aktivnih zubi". Svaki zub se zamijeni u roku od dvije godine, pri čemu se prednji mijenjaju češće od stražnjih.

### Oklop
Krokodili su ime "oklopljeni gušteri" dobili po svom ljuskastom oklopu koji je, naročito na leđima, ojačan koštanim pločama. Pri tome se završni sloj kože, epiderma, sastoji od različitog broja slojeva kolagenskih vlakana. U najranijim razdobljima života životinje ona ima dva do tri takva sloja, a tijekom života se pod njih slažu novi, tako da kod jednog odraslog američkog aligatora mogu biti i do 24 takva sloja jedan ispod drugog. Krokodili ne mijenjaju "košuljice" kao neki drugi reptili. Vanjski sloj se obnavlja samo jednostavnim trošenjem ribanjem.
Rožnate leđne ljuske sastoje se od crepasto složenih rožnatih pločica koje se nazivaju leđni štit. Ispod tog štita smještene su koštane ploče, čiji broj variira zavisno o vrsti od četiri do deset takvih ploča, uvijek složenih uzdužno. I na šiji životinje su ispod rožnatih ljuski ovakve pločice smještene koštane pločice i pri tome tvore uzorak tipičan za pojedinu vrstu. I trbuh životinje prekriven je takvim štitom, no gotovo kod ni jedne vrste taj štit nije podložen koštanim pločicama. Leđne i trbušne rožnate ljuske tvore na repu prstenove koji od korijena repa imaju dva reda ljuskavih zubaca, koji se prema kraju približavaju i pred krajem repa prelaze u jedan red tih zubaca. Ova zaštita je to snažnije razvijena što je vrsta manja. S veličinom vrste zaštita je slabija, jer je životinja zaštićena već svojom veličinom.

## Način života

### Okoliš
Sve danas živuće vrste prilagođene su građom tijela i načinom života semiakvatičnom životu, pri čemu životinje velik dio života provode u vodi. Uz samo jednu iznimku (Crocodylus porosus), svi krokodili žive pretežno u slatkoj vodi, no može ih se sresti u bočatoj vodi kao i u slanoj vodi u blizini morske obale. Pri tome, neke vrste daju prednost otvorenim vodana jezera i većih rijeka, dok druge biraju potoke i žive u obalnom podrastu. Nastanjuju tropska područja, uz izuzetak dvije vrste aligatora koji žive u sjevernijim područjima, ali samo tamo, gdje su blage zime. Uz ova svojstva, njihova pojavnost zavisi i o količini moguće lovine, povoljnih mjesta za polaganje jaja, veličini konkurencije ali i o izlovu kojem su izloženi.

### Lov i prehrana
Svi krokodili su mesožderi. Gotovo sve vrste love bilo koji plijen koji mogu uhvatiti ali i obzirom na veličinu savladati. Vrlo malo vrsta su specijalizirani samo na određene vrste plijena. To su samo vrste s uskim gubicama i zubima poput vrše (gavijali i australski krokodil) koji su se specijalizirali za lov na ribe. Mlade životinje i manje vrste love pretežno kukce, žabe i male sisavce, dok odrasle životinje velikih vrsta love sve što mogu uhvatiti. Nije rijetkost niti kanibalizam prije svega mladih jedinki iste vrste. Usprkos tromom izgledu krokodili reagiraju iznimno brzo, a vrlo su okretni i na suhom. 

### Parenje i socijalno ponašanje
Krokodili polažu jaja u gnijezda. Razlikuju se dva osnovna tipa gnijezda:
- brežuljkasta gnijezda ženka slaže od biljnog materijala koji kasnije procesom truljenja "proizvodi" potrebnu toplinu za valjenje jaja,
- jamasta gnijezda su jame koje ženka iskapa, a prekriva ih biljnim materijalom.

Ženka krokodila polaže između 20 i 80 jaja u tako pripremljena gnijezda. Razvoj mladunaca zavisi o temperaturi (zavisnost spola o temperaturi u leglu) u leglu. Njihova jaja nemaju spolne kromosome, pa se zbog toga iz svakog jaja potencijalno mogu razviti jedinke oba spola. Ako jaja sazrijevaju pri temperaturi od oko 30°Celziusa, iz jaja se vale ženke, no ako je temperatura u gnijezdu oko 34° iz jaja će se izvaliti isključivo mužjaci. Ako su jaja položena na raznim dubinama gnijezda, velika je vjerojatnoća da će se izvaliti mladunci različitog spola. 
Kad odrastu, korokodili nemaju prirodnih neprijatelja, ali njihove mladunce ugrožavaju ptice, varani, ili čak i pripadnici iste vrste. Tako se procjenjuje, da oko 90% krokodila stradava u mladenačkom razdoblju, ili čak još kao embrio. Čitav niz grabežljivaca dolazi u obzir kao mogući neprijatelji krokodila u tom vrlo ranom razdoblju njihovog života. Pored toga, embriji mogu uginuti i zbog loših klimatskih uvjeta kao i ako se u gnijezdu razviju gljivice. Kod velikog broja vrsta krokodila ženke ostaju pored gnijezda i štite ga od pljačkaša. Neposredno pred valjenje, mladunci se javljaju kreketavim glasovima, i tada majka pomaže mladuncima otkapajući gnijezdo. Uzima ih u gubicu, nosi ih do vode i još neko vrijeme ostaje uz mladunce štiteći ih od grabežljivaca ali i od pripadnika vlastite vrste.    

## Sistematika
Danas živući krokodili dijele se u tri grupe sa statusom porodica (alternativno, često ih se prikazuje kao jednu porodicu Crocodylidae a tri grupe kao potporodice unutar nje). Pri tom se porodica gavijala sastoji od samo jedne recentne vrste, indijskog gavijala iako novija saznanja govore da bi i sundski gavijal isto mogao pripadati porodici pravih gavijala a ne pravim krokodilima, porodici u koju je danas svrstan. Obje vrste imaju upadljivo duge i uske čeljusti. Crocodylidae, ili pravi krokodili prepoznatljivi su po udubini u gornjoj čeljusti u koju ulazi četvrti zub donje čeljusti tako, da je izvana vidljiv. Kod aligatora (Alligatoridae) se kod zatvorenih čeljusti ne vide zubi, a i njuška im je šira i nešto kraća nego kod krokodila. 
- Gavialidae
  - Gavialis gangeticus  - indijski gavijal

- Krokodili (Crocodylidae)
  - Crocodylus porosus - morski krokodil
  - Crocodylus niloticus - nilski krokodil
  - Crocodylus rhombifer - kubanski krokodil
  - Crocodylus acutus - američki krokodil
  - Crocodylus intermedius - orinoški krokodil
  - Crocodylus palustris - močvarni krokodil
  - Crocodylus siamensis - sijamski krokodil
  - Crocodylus mindorensis - filipinski krokodil
  - Crocodylus moreletti - meksički krokodil
  - Crocodylus novaeguinea - novogvinejski krokodil
  - Crocodylus johnsonii - australski krokodil
  - Crocodylus cataphractus - oklopljeni krokodil
  - Ostaeolaemus tetraspis - patuljasti krokodil
  - Tomistoma schlegelii - sundski gavijal ili "lažni gavijal"

- Aligatori (Alligatoridae)
  - Alligator mississippiensis - misisipski aligator, često i "američki aligator"
  - Alligator sinensis  - kineski aligator
  - Caiman crocodilus - kajman naočar
  - Caiman latirostris
  - Caiman yacare (nejasan status)
  - Melanosuchus niger
  - Paleosuchus trigonatus
  - Paleosuchus palpebrosus

Rod Purranisaurus † također je pripadao redu Crocodilia.
|  | Zajednički poslužitelj ima još gradiva o temi Krokodili |
|  | Wikivrste imaju podatke o taksonu Krokodilima           |